# Udråbstegn
Udråbstegn er tegnet !, der anvendes til angivelse af bl.a. udråb, forundring, ordrer, ønsker, opfordringer og kraftudtryk.
På dansk (og de fleste andre sprog) kan udråbstegn i lighed med punktum og spørgsmålstegn markere afslutningen af en sætning. Når det er tilfældet, skal det næste ord ifølge dansk retskrivning begynde med stort bogstav. Hvor udråbstegn (og spørgsmålstegn) benyttes til at gengive direkte tale og hvor det anførende udtryk er efterstillet, skal dette dog ikke skrives med stort. Et eksempel herpå er en sætning som: "Nu kan det være nok!" sagde han.
Udråbstegn bruges også i matematikken til at udtrykke fakultet og anvendes i flere programmeringssprog til at negére boolske udtryk.

## Historie
De gamle romere skrev "IO" i slutningen af en sætning, når de ville markere et udbrud af glæde. I middelalderen besluttede man at skrive i og o oven på hinanden, for at undgå forveksling med den latinske endelse "-io". Man gjorde derefter det samme med spørgsmålstegnet, der før var blevet stavet "qo" (forkortelse for "questio", der betyder spørgsmål). Med bogtrykkets opfindelse i det 15. århundrede blev det til udråbstegnet, som det ses i dag. Men det blev først almindelig i det 18. århundrede, og først i 1970 optræder det som en fast placeret tast på skrivemaskinen.